# Rosina Storchio
Rosina Storchio (née probablement le 19 mai 1872 à Venise - morte le 24 juillet 1945 à Milan) est une soprano italienne, très admirée de Giacomo Puccini, pour qui elle crée Madame Butterfly.

## Biographie
Rosina Storchio étudie au Conservatoire de Milan et débute au Teatro Dal Verme en 1892, en Micaela dans Carmen. Après avoir chanté dans différents petits théâtres de Milan, elle débute à la Scala en 1895, en Sophie dans Werther.
Elle part alors en tournée et se produit à Berlin, Moscou, Barcelone, etc. De retour en Italie, elle crée en 1897, Musetta dans La Bohème de Leoncavallo, et chante Mimi et Musetta dans La Bohème de Puccini. Elle participe également à la création de Zazà (1900) de Leoncavallo, Siberia de Giordano (1903), Madame Butterfly (1904) de Puccini et Lodoletta de Mascagni (1917). En 1917, elle est également actrice dans le film de Come morì Butterfly, film italien d'Emilio Graziani-Walter.
Elle paraît régulièrement à Buenos Aires entre 1904 et 1914, puis chante à Paris en 1917, à Chicago et à New York en 1921. Elle fait ses adieux à la scène à Barcelone en 1923.
Tenue comme l'une des meilleures chanteuses et actrices de son époque, Rosina Storchio défendit le répertoire de soprano léger et lyrique avec égal succès, chantant Susanna, Rosina, Amina, Linda, Norina, Violetta, Mignon (rôle de Philine), Manon, etc., et sachant donner à chacune de ses héroïnes leur charme, leur fragilité, leur innocence et leur pathétisme propre.

## Sources
- Harold Rosenthal, John Warrack, Roland Mancini et Jean-Jacques Rouveroux, Guide de l'opéra, Paris, Fayard, coll. « Les indispensables de la musique », 1995, 968 p. (ISBN 978-2-213-59567-2)
- (en) Rodolfo Celletti, Storchio, Rosina (1872 - 1945), soprano : Grove Music Online - oi (DOI 10.1093/gmo/9781561592630.article.26868, lire en ligne)